# 佐々木信也
佐々木 信也（ささき しんや、1933年10月12日 - ）は、東京府東京市（現：東京都）世田谷区生まれ、神奈川県藤沢市出身の元プロ野球選手（内野手）、野球解説者、スポーツキャスター。株式会社佐々木信也事務所の代表。
慶應義塾大学から高橋ユニオンズへ入団した1956年に、新人ながらパシフィック・リーグ（パ・リーグ）の公式戦154試合に出場。通算671打席で622打数を記録したほか、180安打を放った。安打のうちは141本は単打で、いずれも日本プロ野球の新人選手によるシーズン最多記録（2022年のNPBシーズン終了時点）。公式戦へのシーズン154試合出場は、この年の飯田徳治・杉山光平と並んで、日本プロ野球全体でのシーズン最多記録にも当たる。

## 経歴

### プロ入り前
4人兄弟の次男として出生。小学3年時、第二次世界大戦中の1942年に東京市から藤沢市へ疎開したことをきっかけに野球を始めた。
1949年に神奈川県立湘南高等学校へ入学すると、実父（佐々木久男）が監督を務める硬式野球部へ入部。1年生ながら同年夏の第31回全国高等学校野球選手権大会に「7番・左翼手」として出場すると、松本市立高との準々決勝ではサヨナラ安打を放った。チームは準決勝でも、延長10回の熱戦の末に、中西太のいた高松一高からサヨナラ勝利。決勝では、花井悠・森和彦・河合保彦などの強力打線を擁する岐阜高を5-3で下した。湘南高にとっては春夏を通じての甲子園大会初優勝で、関東圏からの出場校としては、第2回大会（1916年）の慶應普通部以来33年振りの優勝であった。なお、硬式野球部の1学年先輩には脇村春夫がいて、後年に日本高等学校野球連盟の会長などを歴任。また、野球部員以外の同級生に板倉宏（日本大学教授）や西村正雄（みずほホールディングス元会長）などがいる。
1952年に慶應義塾大学に進学すると、二塁手として東京六大学野球リーグで通算67試合に出場。打率.247（235打数58安打）、2本塁打、26打点という成績を残したほか、早稲田大学との「慶早戦」にとりわけ強く、「慶早戦男」とも呼ばれていた。4年時の1955年には、主将を務める一方で、アジア野球選手権に日本代表（東京六大学野球リーグ選抜チーム）の一員として出場。在学中は、同期生の藤田元司投手などと共にチームを支えた。しかし、チームは佐々木が出場しなかった1952年春季リーグに優勝したものの、その後の最高成績は2位（2回）にとどまった。
卒業後に東洋高圧（当時北海道から社会人野球に参加していた企業）へ入社することが内定していたが、後述する事情から、当時パ・リーグに加盟していた創設3年目の高橋ユニオンズに入団した。

#### プロ入り後
ユニオンズ入団1年目の1956年に、オープン戦で3割台後半の高打率を記録すると、新人ながら二塁手としてパ・リーグ公式戦全154試合に出場。日本プロ野球の新人選手としては初めて、（一軍）公式戦全試合へのフルイニング出場も果たした。通算の打席数は671（阪急ブレーブスのロベルト・バルボンと同数）、通算の打数は622で、いずれも当時の日本プロ野球シーズン記録を更新。また、リーグの最終規定打席に到達するとともに、リーグ最多の180安打でリーグ6位の打率.289を記録した。シーズンの終了後には、パ・リーグの二塁手としてベストナインに選出されたが、チームは創設からわずか3年で大映スターズへの吸収合併によって消滅。また、新人王の記者選考では、高卒1年目の右投手ながら21勝と防御率1.06を記録していた稲尾和久（西鉄ライオンズ）の後塵を拝した。なお、高橋ユニオンズの選手がベストナインに選出された事例は、「トンボユニオンズ」と称していた1955年を含めても佐々木だけである。
1957年には大映ユニオンズで打率.261（リーグ18位）を記録したものの、チームはシーズン終了後に毎日オリオンズ（毎日新聞社が母体になっていた球団）との対等合併によって消滅した。1958年には毎日大映オリオンズ（大毎オリオンズ）で正二塁手の座を確保していたが、1959年に小森光生などとの併用策で出場機会を減らすと、シーズン終了後に球団から突然戦力外を通告。プロ1年目に前述した日本記録を樹立していたにもかかわらず、所属球団の経営母体が3年間に3度も変わった末に、わずか4年で現役からの引退を余儀なくされた。本人は引退後に、大毎オリオンズから戦力外通告を受けた背景として、自分と似たタイプで実力の拮抗した内野手（小森、八田正、須藤豊、平井嘉明）がチームに揃っていたことや、翌1960年から監督に就任することが内定していた西本幸雄が「（身長が170cmに満たない佐々木のように）背の低い選手はチームに不要」という考えの持ち主だったことを挙げている。
なお、戦力外通告を受けた直後には、読売ジャイアンツ監督（当時）の水原茂が佐々木へ直々に移籍を打診。当時のジャイアンツは「一塁・王貞治、三塁・長嶋茂雄、遊撃・広岡達朗」という日本プロ野球屈指の布陣で内野を固めていたことから、佐々木も打診を受けた当初は、二塁手としてこの布陣に加わることへ乗り気になっていた。しかし、ジャイアンツのフロントが佐々木の獲得に疑問を投げ掛けている旨の記事が新聞に掲載されたことから、「（慶応大学の先輩でもあった）水原に迷惑はかけられない」という理由で入団を辞退した。

### 現役引退後
26歳の若さで引退を余儀なくされたことから、1960年から野球解説者に転身。1963年までは日本教育テレビ（現在のテレビ朝日）、1964年からはジャイアンツと関係の深い日本テレビとの間で専属契約を結んでいた。
1976年4月から1988年3月まで、フジテレビ「プロ野球ニュース」（1987年度は「FNNニュース工場『プロ野球ニュース』」→「FNN DATE LINE『プロ野球ニュース』」）第2期初代総合キャスター。スポーツ選手経験者が司会を務める先駆的番組として注目を集めた。番組では「元野球選手が解説をする」スタンスではなく、あくまで「司会者」に徹した。解りやすく聴きやすい語り口、ソフトなイメージ、時折見せる知性や鋭い指摘で人気を博した。この間の1977年の参議院選挙では自民党から全国区での出馬要請を受けるが、条件が合わずに話には乗らなかったという。その一方で、1979年には、『プロ野球ニュース』のキャスターと並行しながら東京12チャンネルで『信也の動物バンザイ』（動物の生態に関する海外ドキュメンリーの日本語版）のナレーターを務めていた。 
また、『プロ野球ニュース』のキャスターを担当していた時期には、同番組のパロディを盛り込んだテレビ番組・CM（ロート製薬の胃腸薬「パンシロンG」）・アニメ映画にも相次いで登場。声優としては、いしいひさいち原作のアニメ映画「がんばれ!!タブチくん!!」シリーズの2本（1980年に公開された『激闘ペナントレース』・『あゝつっぱり人生』）にスポーツキャスターの「ササキ」役を任されていたほか、1983年 - 1984年に公開されたアニメ映画「プロ野球を10倍楽しく見る方法」（原作は江本孟紀の同名著書）シリーズのアニメパート（いしいがキャラクター原案を担当）にも出演した。1981年9月8日にフジテレビで放送された『ドリフ大爆笑』には、「お天気ニュース」（天気予報に『プロ野球ニュース』風のパロディを施したコント）の総合司会役）で登場している。
『プロ野球ニュース』のキャスターを退任してからは、同番組（「ニュース最終版『スポーツワイド・プロ野球ニュース』」）のスーパーバイザー、『THE　WEEK』（フジテレビ）の総合司会、テレビ東京（東京12チャンネルから1981年に改称）のインタビュー番組『佐々木信也のスポーツメイト』のホストを務めた。その一方で、1995年には日本プロ野球OBクラブのプロアマ交流委員長、1998年には日本プロ野球OBクラブの広報委員長に就任。2005年の4・5月には、『知るを楽しむ』（NHK教育テレビ）で、毎週月曜日放送の「この人この世界」で「個性がプロ野球を救う」という講義を任された。
なお、地上波からCSでの放送へ移行した『プロ野球ニュース』でも、フジテレビ739時代の2001年4月から2009年4月2日までキャスターを担当。キャスター退任後の2009・2010年度にも、解説者の1人として出演している。

## エピソード
- 湘南高校の1年時に、夏の選手権大会で全国制覇を達成。世間で「深紅の優勝旗が箱根の山を越えた」と言われるほどの初優勝でもあったが、実父の久夫は、「優勝監督」になった直後に家族の前から突然姿を消してしまった。信也によれば、「女性問題が理由で蒸発した」という。信也はこのような状況にありながら慶応大学へ進学できたことから、進学後は「プロで通用するほどの選手ではないので、（卒業したらプロの道へ進まずに）社会人として（実家の）家計を支えたい」と自覚していて、卒業後に社会人野球でプレーを続けることを望んでいた。現に、4年時には20社ほどの企業から入社を誘われた末に、東洋高圧への入社が内定。その一方で、高橋ユニオンズのスカウトが信也を入団させようと実家へ足繁く通ううちに、実母と仲良くなってしまった。信也曰く「母はスカウトに籠絡されていた」とのこと[3]で、当初は入団を固辞するつもりでこのスカウトから逃げ回っていたものの、やがて実母の説得を受けてスカウトと渋々面会。結局、契約金350万円、月給8万円（推定年俸88万円）という条件でユニオンズへ入団した。実母は入団を見越して信也に内緒で川崎球場（当時はユニオンズの本拠地）近くの物件（一軒家）を見付けていたため、信也は入団を機に、契約金の一部でこの物件を購入。入団後は、この物件に自宅を構えながら、自転車で川崎球場へ通っていた[3]。
- 大毎オリオンズからの戦力外通告をめぐっては、前述したように、監督への就任が内定していた西本幸雄の意向が強く反映されていた。佐々木は既に資産家の令嬢と結婚していたため、西本は「このタイミングで引退しても食いっぱぐれのない（生活に困らない）選手」として佐々木を戦力構想から外した[7]。佐々木がこの妻に戦力外通告を受けたことを電話で伝えると、「これからは毎日家に居られるのね」という歓迎の言葉を掛けられたという。
  - 「日本教育テレビ（現在のテレビ朝日）の専属解説者」として迎えた 1960年の日本シリーズでは、西本率いるオリオンズが三原脩率いる大洋ホエールズと対戦することが決まっていた。佐々木は開幕の前日に同局のスタジオで両監督を迎えての対談番組の司会を任されていたが、実際には三原がスタジオに現れないまま、西本との座談会に終始。三原に対談をすっぽかされた格好の西本は、怒りのあまり出演料すら受け取らず、自宅へ早々に自宅に引き上げてしまった。佐々木が翌日、この番組のスタッフと揃って川崎球場（第1戦の会場で当時はホエールズの本拠地）へ出向いて監督室にいた三原に抗議したところ、三原の「あの時は気が向いていなかった」と発言したため自身も激怒したという[13]。
  - 解説者生活の中盤以降も、テレビやラジオの番組で西本とたびたび共演。在阪ラジオ局の生放送番組へ出演した際には、自身のリクエストで西本をゲストに招いたばかりか、3時間半にわたって西本を詰問した[14]。また、西本が関西テレビの野球解説者に転じてからは、『プロ野球ニュース』で頻繁に共演。同番組のキャスターを勇退した後には、「自分が引退するきっかけとなった西本と仕事することになるのだから、人生というものは不思議なものだ」とも語っている[15]。
- 大卒4年目（26歳）で野球解説者に転身した当初は、「ベテランに負けない解説者になるためには、若さと行動力で勝負するしかない」との一念で、他の解説者より数時間早くから球場で「生きたネタ」を集めることを心掛けていた。本人が後年述懐したところによれば、「誰もいないグラウンドで芝の目を調べたり、外野フェンスのラバーに身体を当てて感触を調べたりするなど、好奇心の赴くままに取材を続けるうちに（解説者として）少しずつ認められていった気がする」とのことである[11]。
  - 野球解説者から『プロ野球ニュース』（第2期）の初代総合キャスターに起用されたことについては、キャスターを勇退してから「自動車の座席に例えれば、野球解説者は『助手席』（に座るようなもの）なので、いつかは『運転席に座って、自分の思うように自動車（番組）を運転（進行）したい』と思っていた。それだけに、『プロ野球ニュース』のキャスター就任を打診されたことが、『ようやく自分で運転できる』と感じたほど嬉しかった」と述懐[16][17]。「野球解説者（の仕事）は『（プロ野球中継で）試合の概要などをアナウンサーとのやり取りで解説するだけ』という意味で、『助手席』に座るようなものだった。（そのような自分にとって『プロ野球ニュース』の）キャスターになることは、自分がハンドルを握りながら決められた時間に（荷物や乗客を）正確な場所に送る『ドライバー』（運転手）さながらに、番組全体のリード役として視聴者に試合全体の結果を伝える立場に変わった（ようなもの）」とも述べている[18]。
    - 『プロ野球ニュース』の再開当初は、平日（月 - 金曜日）のキャスターを佐々木、週末（土・日曜日）のキャスターを土居まさるが担当していた。もっとも、キャスター職の契約でフジテレビの本社へ出向いた際に、出演料が「1回につき10万円」と記されていた土居向けの契約書が偶然目に入った。自分向けの契約書には出演料が「1回につき5万円」と書かれていたため、「野球の専門家である自分が5万円で、（文化放送出身のフリーアナウンサーであった）土居君が10万円ということに納得が行かない」という旨をフジテレビ側へ申し入れたところ、自分の出演料も10万円に上がったという[17]。
    - 慶應義塾大学時代、試験で藤田元司にカンニングさせて卒業を助けた、その恩返しか、藤田はとっておきの情報をしばしば教えてくれて解説の役にたった、と述べている。
- 特技は麻雀で、小島武夫から絶賛されるほどプロ級の腕前を持つ。2010年「第二回麻雀トライアスロン 雀豪決定戦」でプロ雀士を相手に健闘し準優勝した。
- 1995年2月末に臨んだ講演で、貴ノ花健士（元・大関貴ノ花）の実子である花田勝（元・横綱三代目若乃花）・貴乃花光司（元・横綱）兄弟を取り上げた際に、「若乃花の父親は初代若乃花」と発言。『アサヒ芸能』がこの講演の概要を「若（花田勝）・貴（貴乃花光司）は本当の兄弟じゃない!」というキャプション付きの記事で掲載した[19]ところ、発言を訂正するとともに、貴ノ花健士と講演会の聴衆に対する謝罪文を公表した。兄弟の実母である藤田憲子は、後年に受けたインタビューで、佐々木の発言に対する憤りを「無責任」「あまりにもばかげた作り話」という表現で示すとともに、上記の報道を受けてDNA鑑定を検討していたことを告白している[20][21]。
- 男性ボーカルグループダークダックスの「マンガさん」こと佐々木行は遠戚に当たる。

## 詳細情報

### 年度別打撃成績
| 年 度     | 球 団     | 試 合 | 打 席 | 打 数 | 得 点 | 安 打 | 二 塁 打 | 三 塁 打 | 本 塁 打 | 塁 打 | 打 点 | 盗 塁 | 盗 塁 死 | 犠 打 | 犠 飛 | 四 球 | 敬 遠 | 死 球 | 三 振 | 併 殺 打 | 打 率 | 出 塁 率 | 長 打 率 | O P S |
| --------- | --------- | ----- | ----- | ----- | ----- | ----- | -------- | -------- | -------- | ----- | ----- | ----- | -------- | ----- | ----- | ----- | ----- | ----- | ----- | -------- | ----- | -------- | -------- | ----- |
| 1956      | 高橋      | 154   | 671   | 622   | 66    | 180   | 28       | 5        | 6        | 236   | 37    | 34    | 21       | 5     | 2     | 41    | 4     | 1     | 45    | 10       | .289  | .338     | .379     | .717  |
| 1957      | 大映      | 131   | 555   | 510   | 53    | 133   | 21       | 4        | 5        | 177   | 40    | 19    | 7        | 2     | 3     | 39    | 2     | 1     | 37    | 3        | .261  | .313     | .347     | .660  |
| 1958      | 大毎      | 112   | 355   | 327   | 39    | 83    | 7        | 5        | 1        | 103   | 18    | 25    | 4        | 3     | 0     | 24    | 0     | 1     | 42    | 6        | .254  | .307     | .315     | .622  |
| 1959      | 大毎      | 69    | 155   | 143   | 17    | 28    | 6        | 1        | 1        | 39    | 6     | 8     | 2        | 1     | 0     | 11    | 0     | 0     | 20    | 2        | .196  | .253     | .273     | .526  |
| 通算：4年 | 通算：4年 | 466   | 1736  | 1602  | 175   | 424   | 62       | 15       | 13       | 555   | 101   | 86    | 34       | 11    | 5     | 115   | 6     | 3     | 144   | 21       | .265  | .314     | .346     | .661  |

- 各年度の太字はリーグ最高、赤太字はNPBにおける歴代最高

### タイトル
- 最多安打：1回 （1956年） ※当時連盟表彰なし

### 表彰
- ベストナイン：1回 （1956年）

### 記録
初記録
- 初出場：1956年3月21日、対近鉄パールス1回戦（川崎球場）

その他の記録
- シーズン試合出場：154試合 （1956年） ※史上最多（杉山光平、飯田徳治と共に記録）[22]
- オールスターゲーム出場：1回 （1956年）

### 背番号
- 6 （1956年、1958年 - 1959年）
- 9 （1957年）

## 関連情報

### 著書
- 『解説者が語る野球のすべて』　家の光協会、1963年
- 『打つ 走る 考える - 日本のプロ野球』　朝日ソノラマ、1969年
- 『野球』　日東書院、1974年
- 『図解　野球・実践入門』　講談社、1976年
- 『巨人軍事典』　日本文芸社、1978年
- 『「ゴルフ」の実戦のなかで 佐々木信也「ゴルフ」対談集』　瀝々社、1980年
- 『佐々木信也のとにかくしゃべってみませんか』　主婦の友社、1981年
- 『野球ルールものしり入門』　小学館、小学館入門百科シリーズ、1982年
- 『12球団全ガイド - プロ野球グラフィティ』　新潮社、1983年
- 『ザ・プロ野球 記録と話題の50年』　自由国民社、1983年
- 『12球団全ガイド — プロ野球グラフィティ ’84』　新潮社、1984年
- 『ザ・プロ野球 記録と話題の51年』　自由国民社、1984年
- 『この人この世界 2005年4/5月』　日本放送出版協会、NHK知るを楽しむ、2005年
- 『「本番60秒前」の快感』　ベースボール・マガジン社、2009年

### 出演番組
報道・情報番組
| 期間          | 期間          | 番組名                         | 役職                                 | 備考 |
| ------------- | ------------- | ------------------------------ | ------------------------------------ | --- |
| 1970年10月    | 1983年3月     | ワイドサタデー（朝日放送）     | 司会                                 | |
| 1976年4月1日  | 1987年3月31日 | プロ野球ニュース（フジテレビ） | 平日版キャスター                     | 途中2年は、休日版担当のみのもんたが『サントリー スポーツ天国』の司会就任する事に伴い、月～木曜日および日曜日へとスライドさせ担当 |
| 1987年4月1日  | 1987年9月30日 | FNNニュース工場（フジテレビ）  | 『プロ野球ニュース』平日版キャスター | 両番組の内包扱いとして放送 |
| 1987年10月1日 | 1988年3月31日 | FNN DATE LINE（フジテレビ）    | 『プロ野球ニュース』平日版キャスター | 両番組の内包扱いとして放送 |
| 1989年4月1日  | 1991年9月28日 | THE WEEK（フジテレビ）         | 司会                                 | |
| 1991年4月     | 1992年3月     | FNN World Uplink（フジテレビ） | 露木茂の代役                         | |

その他
- スーパーベースボール（NETテレビ。解説者。NETの後身・テレビ朝日のプロ野球中継の現行タイトル。）
- Dramatic Game 1844（日本テレビ。解説者。プロ野球中継の現行タイトル）
- 東海ラジオ ガッツナイター（解説者。詳細時期は不明）
- 信也の動物バンザイ（東京12チャンネル）
- 知るを楽しむ「個性がプロ野球を救う」（NHK教育テレビ、2005年）
- 小島武夫の実戦リーチ麻雀（三重テレビ　2010年）

知るを楽しむ・「個性がプロ野球を救う」放送リスト
1. （2005年4月4日）「スーパースターは何か違う」（取り上げた選手・長嶋茂雄、落合博満、イチロー）
2. （2005年4月11日）「最弱球団の教訓」（高橋ユニオンズ）
3. （2005年4月18日）「三原マジックの舞台裏」（三原脩）
4. （2005年4月25日）「V9の指揮官・川上の真実」（川上哲治）
5. （2005年5月2日）「根本の組織設計」（根本陸夫）
6. （2005年5月9日）「球界最大のライバルON」（王貞治、長嶋茂雄）
7. （2005年5月16日）「隠れた名将・藤田」（藤田元司）
8. （2005年5月23日）「私の球界改革論」（坂井保之〔野球経営アドバイザー〕との対談）

### CM
『プロ野球ニュース』（地上波版）のキャスター時代に出演したCMには、同番組でのイメージを生かすべく、背広姿で登場することが多かった。
- リコー（ファクシミリ）
- 東芝（冷蔵庫北斗星）
- ロート製薬（パンシロンG）
  - 『プロ野球ニュース』のキャスター席と4分割モニターを模したセットから単独で出演したバージョン、「パンシロンG」の効能を単独で「解説」するバージョン、太地喜和子（「パンシロン」のCMシリーズに当時レギュラーで登場していた俳優）と共演したバージョンが1979年から一時放送されていた。
- 日本マテリアル
- 明治生命（現：明治安田生命）
- ゼブラ（ボールペン）
- ライオン油脂（現：ライオン）（液体ダッシュ、レオセーブC）
- 東京電力（原子力発電のPR）
- エッソ石油（現：ENEOS）（ユニフロオイル、ナレーションのみ）
- 丸菱産業（サンマッサー）
- チェスコム（ベルシステム24）
- SECエレベーター
- メガネトップ
- カフェグレコ
- 松下電器（現：パナソニック）（VHSビデオデッキ『マックロード』）
- 嬉野温泉・和多屋別荘（九州のみで放映）
- 千葉銀行（1980年、冬のボーナスキャンペーン）
- 山幸（テレビ和歌山でのローカルCM。創業者が佐々木の同窓生とのことで起用された）